# شريان قصبة الساق الخلفي
شريان ظنبوبي خلفي من الطرف السفلي من جسم الإنسان ويقع في المنطقة الخلفية للساق والسطح الأخمصي للقدم، وينشأ من شريان مأبضي.

## صور

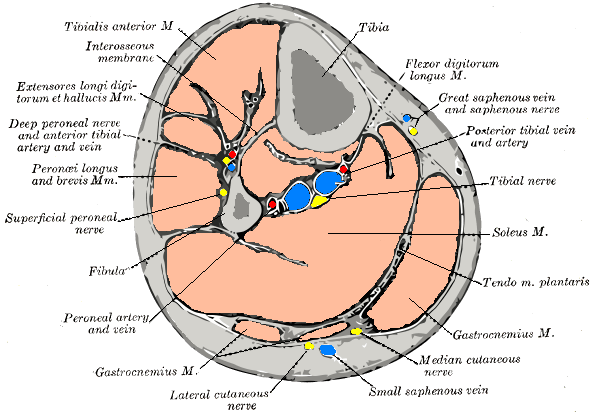
مقطع عرضي في وسط الساق.
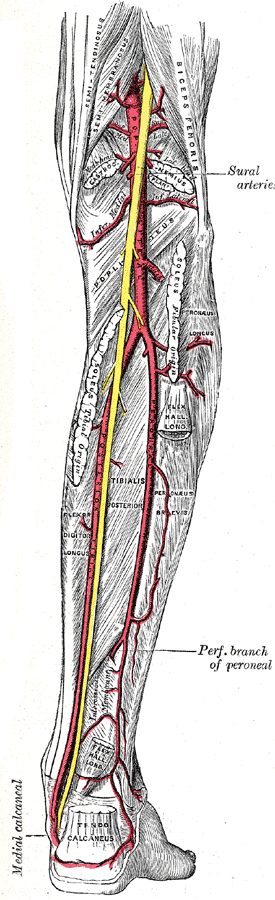
الشريان الرئيسية للساق (رؤية خلفية).
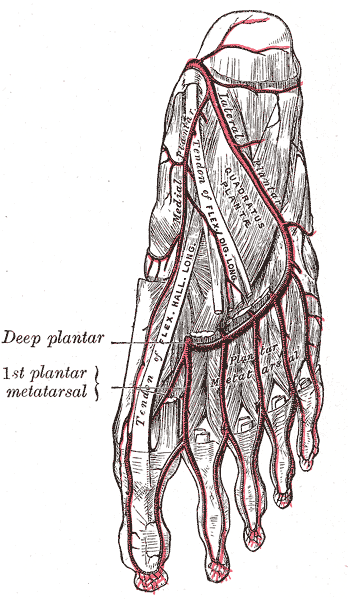
الشريان الأخمصي. رؤية عميقة.